# 普里亞達爾什尼湖
普里亞達爾什尼湖（英語：Lake Priyadarshini），是南極洲的湖泊，位於毛德皇后地的阿斯特里德公主海岸，處於施爾馬赫綠洲，現時由南極條約體系管理。